# 上総層群
上総層群（かずさそうぐん）は、関東平野の基盤をつくる海成堆積層である。

## 概要
第三紀鮮新世 - 第四紀更新世古期（280万〜50万年前／テフラ層序年代・フィッショントラック年代）までの一連の海成層で、砂岩、泥岩および凝灰質砂礫などからなり、三浦層群を不整合に覆い房総半島南部や多摩丘陵では広く地表に露出しているが、下総台地や武蔵野台地では下総層群に覆われ関東地方の基盤をなしている。模式地は房総半島中央部の養老川から勝浦市にかけての川沿い。下位から、黒滝層、勝浦層、浪花層、大原層、黄和田層、大田代層、梅ヶ瀬層、国本層、柿ノ木層、長南層、笠森層が整合的に重なる。房総半島では、そこでの上総層群の下限である黒滝層と三浦層群の上限である安野層との間に黒滝不整合が存在する。

### 対比される広域テフラ
- 笠森層

  - Ks11 - 小林: 小林笠森テフラ
  - Ks18 - 南九州: 下門-Ks18テフラ
  - Ks22 - 上宝: 貝塩上宝テフラ
- 長南層
  - Ch2 - 豊肥: 誓願寺-栂テフラ
- 国本層
  - Ku1 - 八甲田: 八甲田国本テフラ（八甲田第1期火砕流）
  - Ku2.3（白尾E）- 御嶽: 御嶽-白尾テフラ
  - Ku6C - 猪牟田: 猪牟田アズキテフラ（今市火砕流）
- 梅ヶ瀬層
  - U8 - 塔のへつり: 白河勝方-U8テフラ
- 大田代層
  - O7 - 猪牟田: 猪牟田ピンクテフラ（耶馬渓火砕流）
  - O18L - 北関東: 上越-O18Lテフラ
- 黄和田層
  - Kd8B - 塔のへつり: 白河芦野-Kd8Bテフラ
  - Kd16 - 豊肥: 久本-Kd16テフラ
  - Kd18 - 塔のへつり: 白河赤井-Kd18テフラ
  - Kd21.5 - 塔のへつり: 白河隈戸テフラ
  - Kd24 - 白沢天狗: 白沢天狗-SK100テフラ
  - Kd25 - 白沢天狗: 大峰-SK110テフラ
  - Kd38 - 穂高: 恵比寿峠-福田テフラ
  - Kd39 - 穂高: 穂高-Kd39テフラ（丹生川火砕流）
  - Kd44 - 仙岩: Kd44-中テフラ
- 大原層
  - HSC - 玉川: 玉川-R4テフラ
  - KB - 飛騨: 坂東2-O1テフラ
- 浪花層
  - MY - 飛騨: OM1-大池IIIテフラ
- 勝浦層
  - KW2 - 飛騨?: Fup-KW2テフラ